# Sint-Amorkapel (Munsterbilzen)

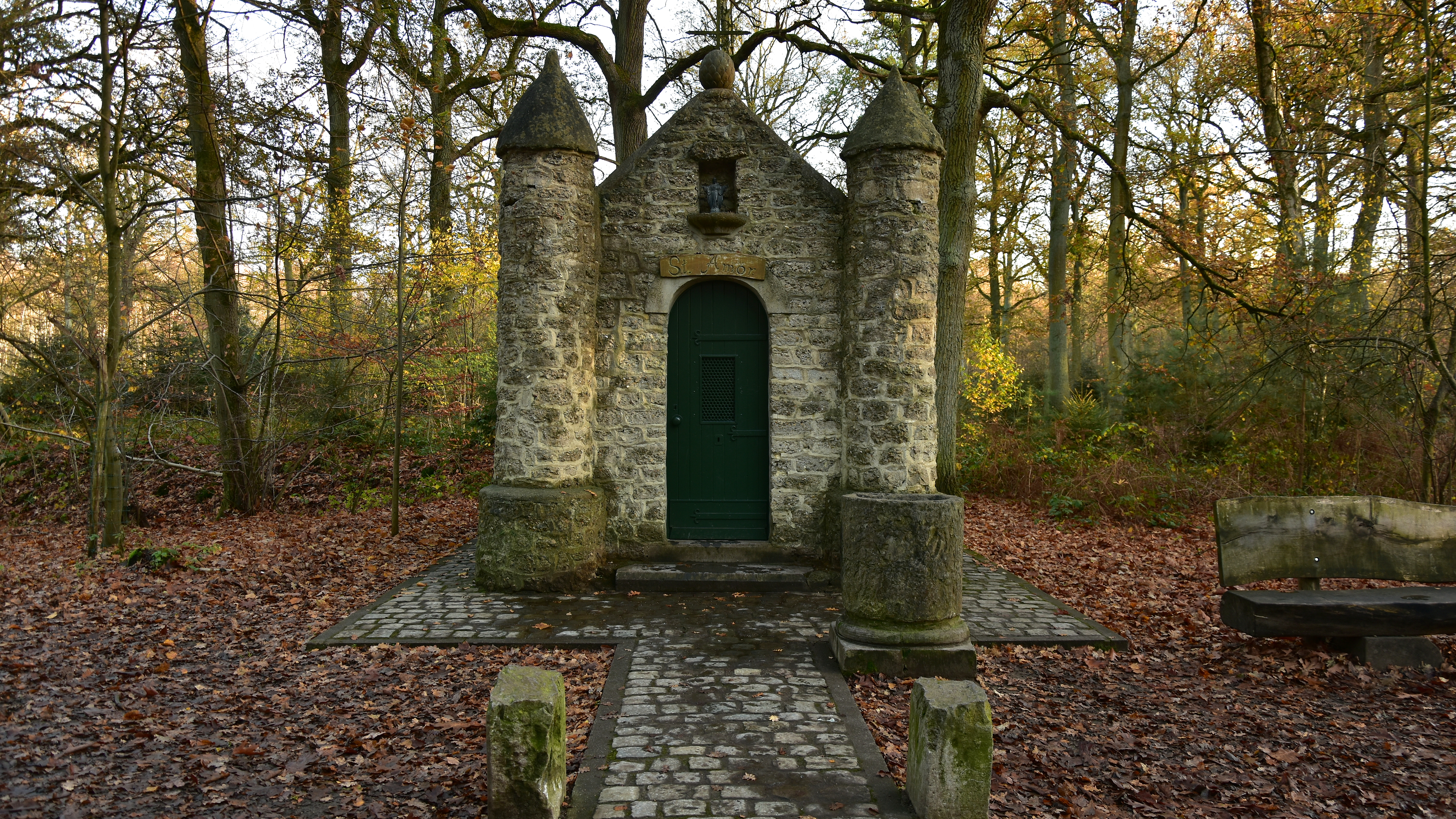

De Sint-Amorkapel is een kapel in het Munsterbos te Munsterbilzen in de Belgische gemeente Bilzen.
Deze betreedbare kapel werd na de Tweede Wereldoorlog gebouwd met materialen die afkomstig waren van in de oorlog verwoeste monumenten. De bouwstijl is bijzonder, en heeft meer iets weg van een kasteeltje dan van een kapel.
In 2008 werd het interieur van de kapel door vandalen vernield, waarbij ook een beeld van Onze-Lieve-Vrouw van Vlaanderen werd verwoest. Wel is er nog een houten beeld van de heilige Amor aanwezig. Het is een kopie van het Sint-Amorbeeld te Maastricht en werd vervaardigd door Charles Vos.